# 拉代当
拉代当是緬甸若開邦實兌縣拉代當鎮區行政中心，位於苜府實兌以北65公里，人口約7511人。
這里也是2012年若開邦騷動其中一戰場，有12人傷亡（兩位穆斯林和十位佛教徒）。